# Ohio Glory
Els Ohio Glory van ser una franquícia de futbol americà que participà en la World League de futbol americà l'any 1992. Substituí els Raleigh-Durham Skyhawks. Jugà els seus partits a l'Ohio Stadium de l'Ohio State University, a Columbus (Ohio) i pel que fa als resultats no milloraren gaire els seus antecessors, ja que només obtingué 1 victòria i 9 derrotes. Amb la suspensió d'operacions de la competició de l'any 1992 l'equip va desaparèixer.